# Người canh giữ Hai Thánh địa
Người canh giữ Hai Thánh Đường linh thiêng (tiếng Ả Rập: خادم الحرمين الشريفين Khādim al-Ḥaramayn aš-Šarīfayn; tiếng Thổ Nhĩ Kỳ: İki Kutsal Cami'nin Hizmetkârı), đôi khi được dịch là Người trông coi Hai Thánh địa hay Người bảo hộ hai thành phố linh thiêng, là một tước hiệu hoàng gia được nhiều vua chúa Hồi giáo như các vua của nhà Ayyub, nhà Mamluk Ai Cập và nhà Ottoman và các vua Saudi thời hiện đại sử dụng. Tước hiệu này chỉ đến người chịu trách nhiệm bảo vệ và duy trì hai đại giáo đường linh thiêng nhất của Hồi giáo, Al-Masjid al-Haram (thánh đường linh thiêng) ở Makkah và Al-Masjid an-Nabawi (thánh đường của thiên sứ) ở Madinah.